# Pasquale Paoli
Pasquale Paoli (francès Pascal Paoli) (Morosaglia, 5 d'abril de 1725 - Londres, 5 de febrer de 1807) fou un dirigent polític cors, líder de la nació, considerat el pare de la pàtria corsa.

## Biografia
Va néixer al llogaret d'Stretta, a la comuna de Morosaglia, el 5 d'abril del 1725, fill de Giancintu Paoli i Denise Valentini. Des del 1730 les revoltes varen ser freqüents a l'illa, i el seu pare en fou un dels dirigents el 1734 i el 7 de juliol del 1739 es va haver d'embarcar cap a Nàpols i es va endur el seu fill Pasquale, de 14 anys.
El 1741 Pasquale va entrar a l'exèrcit napolità com a cadet. Del 1742 al 1743 va servir a Gaeta i després va entrar a l'acadèmia militar reial d'artilleria i va servir també després al regiment Farnesi a Siracusa i a l'illa d'Elba. El 1755 el fou cridat per son germà gran, Clemente, per participar en una rebel·lió i va tornar a Còrsega. En aquests anys va rebre influències intel·lectuals franceses (Montesquieu), del filòsof Genovesi i altres (especialment Maquiavel).
Clemente havia rebut l'oferta de ser elegit cap general de la nació, però hi va renunciar considerant que son germà era millor. A l'assemblea (Cunsulta) de San'Antone della Casabianca, el 13 i 14 de juliol de 1755 es van presentar dos candidats: Paoli i Emmanuel Matra, i el primer fou elegit. Paoli va establir una constitució aprovada per la Dieta general a Corté el 16, 17 i 18 de novembre. Còrsega es proclamava regne amb la Mare de Déu com a sobirana, així doncs a la pràctica era una república. Fou també Paoli que va establir la nova bandera nacional, en la qual el cap del moro tenia la banda al front en lloc d'estar tapant els ulls. El 14 de maig de 1761 es va crear la primera moneda nacional i el paper segellat.
A poc a poc els genovesos van quedar limitats a Calvi, Bàstia i alguns punts de la costa i poc més. El 1764 Gènova va cedir l'administració de l'illa a França. Paoli i els seus van fer la guerra als francesos i l'octubre de 1768 van obtenir la important victòria de Borgu, al sud de Bàstia. La batalla decisiva es va lliurar a Ponte Novu; Paoli, amb milers d'homes, va barrar el pas del francesos cap a Corti. La batalla va durar de fet de l'1 al 9 de maig de 1769 i els francesos van guanyar i van posar fi a la independència de Còrsega. Uns 4.500 corsos van morir-hi. El 14 de juliol de 1769 Paoli va marxar cap a l'exili a Nàpols amb un grup de fidels, on fou acollit com un heroi, i va viatjar per Europa; fou rebut per l'emperador Josep II i pel rei Jordi III d'Anglaterra que li va oferir protecció i li va donar una residència i una renda.
Mercès a uns amics fou introduït al Club Literari i a la Reial Societat de Belles Arts; Paoli fou introduït a la francmaçoneria pel metge de la reina, Sir John Pringle (1778). Va tenir una relació sentimental amb Maria Cosway, esposa del pintor Richard Cosway, amb la qual va mantenir trobades i correspondència, i que sembla que fou l'únic amor de la seva vida. La revolució americana, iniciada el 1776, agafà entre els seus models la revolució corsa, però Paoli, que era hoste del rei d'Anglaterra, del qual esperava ajut, no va fer cap pas a favor dels americans.
El 30 de novembre de 1789 un decret de l'assemblea francesa va declarar a l'illa de Còrsega part integrant de França. Gènova protestà inútilment per la violació del tractat de 1768. Un decret va amnistiar els que havien lluitat contra França i Paoli va poder tornar a l'illa. El 3 d'abril de 1790 Paoli va arribar a París i es va trobar amb algunes delegacions procedents de Còrsega. El 8 d'abril de 1790 el general La Fayette va presentar Paoli al rei Lluís XVI de França. Una delegació corsa va ser rebuda a l'assemblea nacional el 22 d'abril i Paoli va fer un discurs. Després Paoli fou rebut a la societat d'Amics de la Constitució de Robespierre. El 14 de juliol de 1790 es va embarcar cap a Còrsega a Toló. El 9 de setembre li fou confiada la presidència del consell general i el comandament de la guàrdia nacional.
La seva administració va tenir algunes crítiques de les quals fou defensat pels seus amics i fins i tot pel jove cors Napoleó Bonaparte (el 1791). El 21 de setembre de 1792 es va proclamar a França la república. La Convenció va demanar a Paoli de preparar una expedició a l'illa de Sardenya però aquesta fou un fracàs per la indisciplina dels soldats vinguts de Toló; la responsabilitat del fracàs fou atribuïda a Paoli. Aquest greuge personal es va unir al greuge polític: els jacobins portaven la societat insular a una divisió profunda entre dos bàndols. L'època del terror i la mort del rei alarmaren Paoli, i al mateix temps els jacobins impulsaven un centralisme extrem. Els cors oposats a Paoli (entre els quals la família dels Bonapart o Bonaparte) van convèncer la Convenció de destituir Paoli i declarar-lo traïdor.

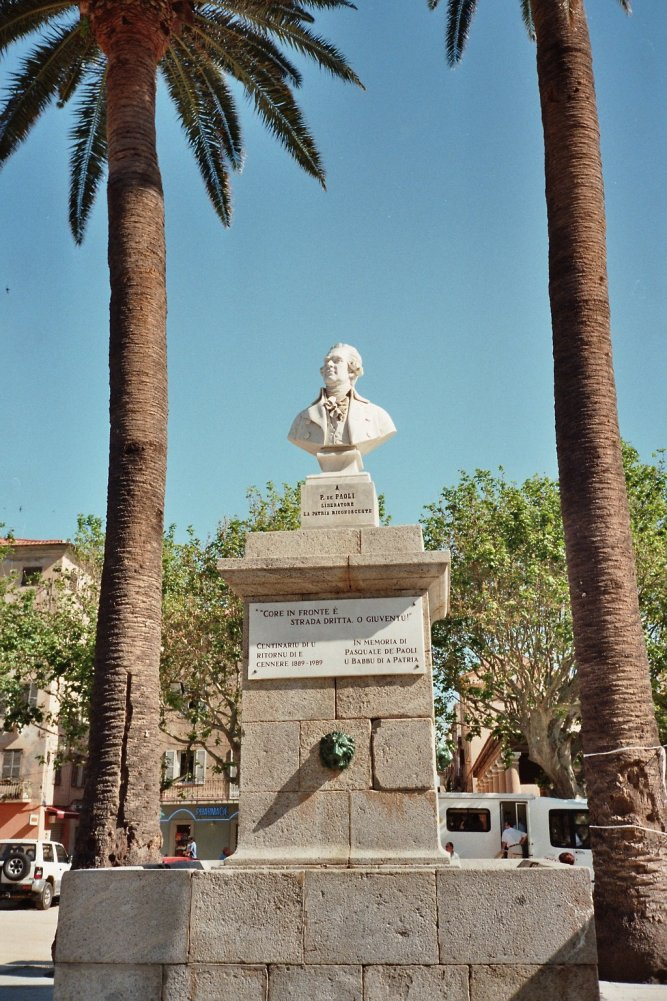
Monument a Pasquale Paoli a L'Île-Rousse (Còrsega)

Paoli va reaccionar, va expulsar els Bonaparte de l'illa i el 25 d'agost de 1793 va escriure a l'almirall anglès Hood demanant la protecció d'Anglaterra. Els britànics van intervenir immediatament sense esperar un acord polític concret. El 4 de gener de 1794 va escriure altre cop demanant la protecció britànica. El 16 de gener de 1794 es va entrevistar amb Sir Gilbert Elliot i van acordar les bases constitucionals del regne Anglo-Cors. El 9 de maig de 1794 el consell general del govern provisional de Còrsega va publicar el procés per organitzar eleccions que es van celebrar el 25 de maig de 1794 i l'assemblea electa es va reunir a Corti el 10 de juny de 1794 i el 15 de juny de 1794 es va proclamar la independència.
Mentre els anglesos havien ocupat Saint Florent (17 de febrer de 1794) i Bàstia (21 de maig de 1794). El 20 de juliol de 1794 Nelson va entrar a Calvi.
El 19 de juny de 1794 fou aprovada per unanimitat la constitució del Regne Anglo-Cors que establia com a sobirà al rei Jordi III d'Anglaterra, però l'illa era un estat associat amb un virrei i un consell d'estat, i amb un legislatiu representat per un parlament elegit per sufragi censatari pels majors de 25 anys. Paoli fou declarat "pare de la pàtria" i s'esperava que seria nomenat virrei però els anglesos se'n malfiaven i el van apartar de totes les decisions i Elliot el va acusar de conspiració i es va demanar a Paoli de tornar a Anglaterra per no pertorbar el funcionament de les institucions del regne. Paoli va acceptar en benefici del país i va deixar Còrsega el 14 d'octubre de 1795.
Però els anglesos, en virtut del Tractat de París, van abandonar l'illa el 1796 i els francesos dirigits per Bonaparte hi van tornar amb força (15 d'octubre de 1796).
Paoli va viure a Anglaterra. Va passar els darrers anys malalt de càlculs de vesícula i amb la vista disminuïda; no va afavorir cap intent de rebel·lió perquè pensava que seria reprimida amb sang; l'abril del 1800 es va oposar a demanar el protectorat rus o a proclamar un rei borbó.
Va morir a Londres el 5 de febrer del 1807 als 82 anys. Fou enterrat al cementiri de Saint Pancras i el 1889 les seves cendres foren portades a la capella familiar de la seva casa natal a Morosaglia. El record del líder està present en el poble cors fins avui.